# Ioan Basarabescu
Ioan Basarabescu (n. 15 februarie 1861, Topliceni, Râmnicu Sărat - d. 1934, București) a fost unul dintre generalii Armatei României din Primul Război Mondial.
:36
A îndeplinit funcția de comandant al Diviziei 9 Infanterie în campania anului 1916.

## Cariera militară
După absolvirea școlii militare de ofițeri cu gradul de sublocotenent, Ioan Basarabescu a ocupat diferite poziții în cadrul unităților de artilerie sau în eșaloanele superioare ale armatei, cele mai importante fiind cele de comandant al Regimentului 1 Artilerie (1907-1909), director al artileriei în Ministerul de Război (1909-1910) și comandant al Brigăzii 9 Artilerie (1911-1914).
În anul 1890 a fost trimis în Germania pentru achiziționarea cupolelor destinate forturilor din Cetatea București și Linia fortificată Focșani-Nămoloasa-Galați, iar în 1906 în Franța, pentru achiziționarea tunurilor Hotchkiss, calibru 57 mm.:36
În perioada Primului Război Mondial, a îndeplinit funcția de: comandant al Diviziei 9 Infanterie, în perioada 15 august - 30 august 1916, când i se ia definitiv comanda pentru modul defectuos în care a condus divizia pe timpul misiunii de a veni în sprijinul garnizoanei Turtucaia.

## Lucrări
- Artilerie de câmp. Memorator-portativ, de Maior I.M. Basarabescu din Artilerie. Bucuresci (Tip. și Fonderia de litere Thoma Basilescu), 1900.
- Silistra-Turtucaia 15 August - 1 septembrie 1916. [De] General I. Basarabescu, fost Comandant al Diviziei G. Silistra. Botoșani (Tip. Concurența), 1918.

În colaborare: 
- Descripțiunea cupolei obuzierului de 120 m/m M1 1888 sistem Gruson, de Căpitan C. Prezan din Geniu, Profesor de fortificație la Scoala specială de artilerie și geniu și Capitan I. Basaraescu din Artilerie. Bucuresci (Lito-Tip. Carol Göbl), 1891 [8]

## Decorații
- Ordinul „Steaua României”, în grad de cavaler (1904)
- Ordinul „Coroana României”, în grad de ofițer(1900)
- Semnul onorific de aur pentru serviciu militar de 25 de ani (1913)[2]:p. 432
- Medalia jubiliară „Carol I”, (1906)
- Ordinul „Tezaurul Sacru” în grad de ofițer, (Japonia, 1898)[3]:37